# Decreet Basismobiliteit
Het decreet basismobiliteit van 20 april 2001 is een wet die voorzag in de uitbreiding van het stads- en streekvervoer van De Lijn in Vlaanderen. In dit decreet werd gesteld dat iedere Vlaming recht heeft op een minimum OV-aanbod. Het recht op mobiliteit gold overigens alleen in woongebieden op werkdagen tussen 6:00 en 21:00 en op zater-, zon- en feestdagen tussen 08:00 en 23:00.
Eind 2006 moest er binnen een straal van 750 meter een bushalte zijn vanaf elk huis in een plattelandsgemeente. Voor kleinstedelijke gebieden moest er binnen een straal van 650 meter een bushalte zijn en bij grootstedelijke gebieden binnen een straal van 500 meter. Op het platteland moesten daarom extra lijnen worden geopend en in de (grote) steden zou het bestaande OV worden verbeterd (meer capaciteit, betere doorstroming). 
Met behulp van een prioriteitenlijst moesten alle Vlaamse gemeenten geleidelijk aan OV op basismobiliteitsniveau krijgen. De Vlaamse minister van Mobiliteit publiceerde elk jaar een lijst met gemeenten die aan dat niveau voldeden. Burgers binnen deze gemeenten hadden recht op compensatie als het aanbod onverhoopt niet aan de norm van basismobiliteit voldoet omdat hun recht op mobiliteit door de overheid geschonden wordt.
Elk jaar trok de Vlaamse regering 25 miljoen euro (extra) uit om de invoering van basismobiliteit mogelijk te maken.
Onder de regering-Bourgeois kwam er in 2019 een decreet basisbereikbaarheid, dat dit decreet wijzigde.